# Hajsza Afrikáért

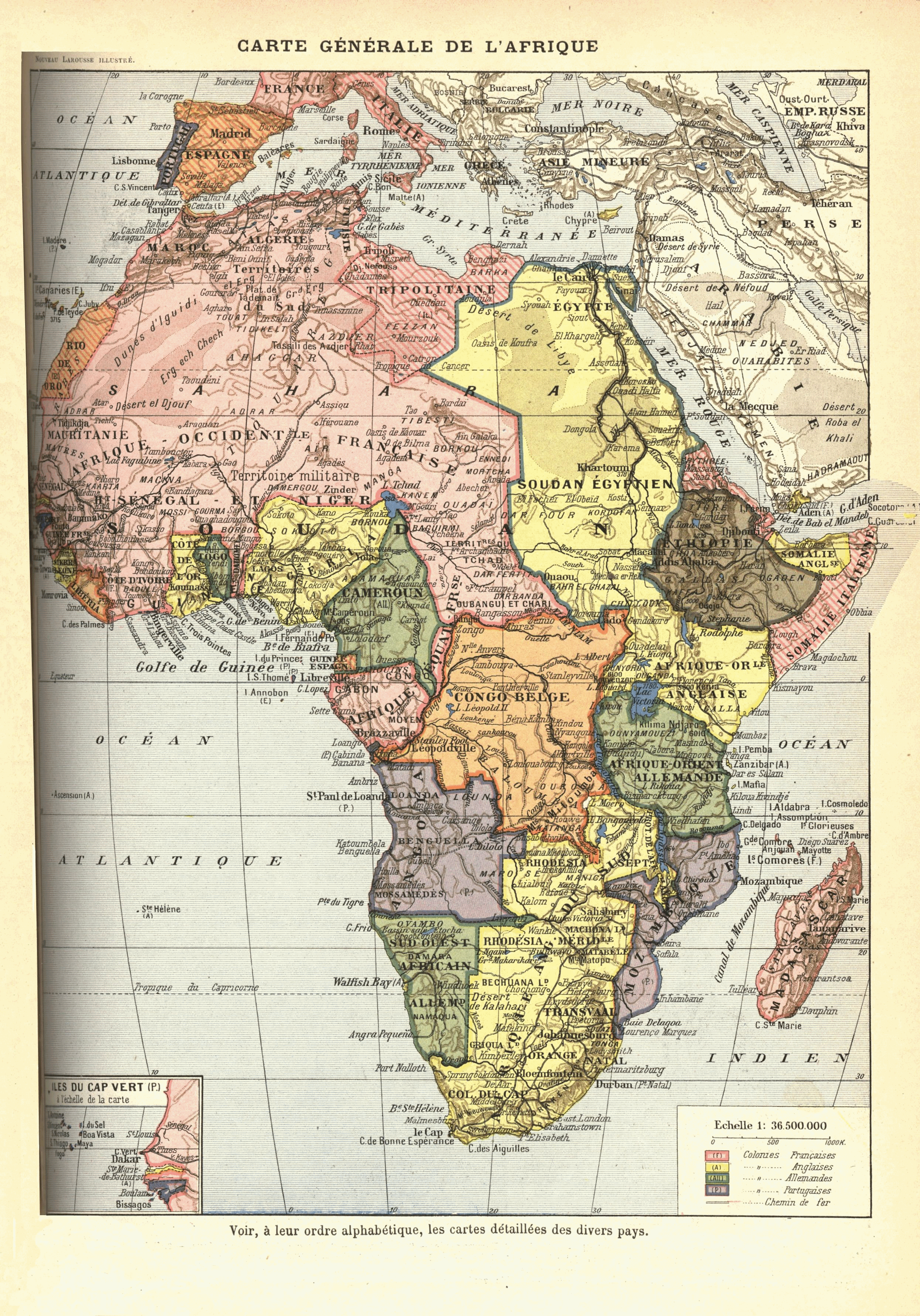
1898 körüli francia térkép, amely az afrikai gyarmati követeléseket ábrázolja. A brit gyarmatokat sárga szín ábrázolja, a francia területeket rózsaszín, a belga területeket narancssárga, a németeket zöld, a portugálokat lila, az olaszokat csíkozott rózsaszín, a spanyolokat csíkozott narancssárga, a független Etiópiát barna szín ábrázolja

Hajsza Afrikáért (Scramble for Africa), versenyfutás Afrikáért (Race for Africa) vagy Afrika felosztása (Partition of Africa) néven ismert folyamat során az európai nagyhatalmak 1881 és 1914 között elfoglalták és két független állam kivételével maguk közt felosztották Afrika szinte teljes területét és gyarmatokat alakítottak ki.
Az európai nagyhatalmak között a 19. század utolsó negyedében fennálló feszültségek ellenére Afrika felosztása, a gyarmatbirodalmak kialakítása jórészt békésen ment végbe, elsősorban a nagyhatalmak 1885-ös berlini konferenciájának köszönhetően, amelynek során lefektették a gyarmatok kiépítésének alapjait és ezzel elhárítottak egy európai konfliktust.

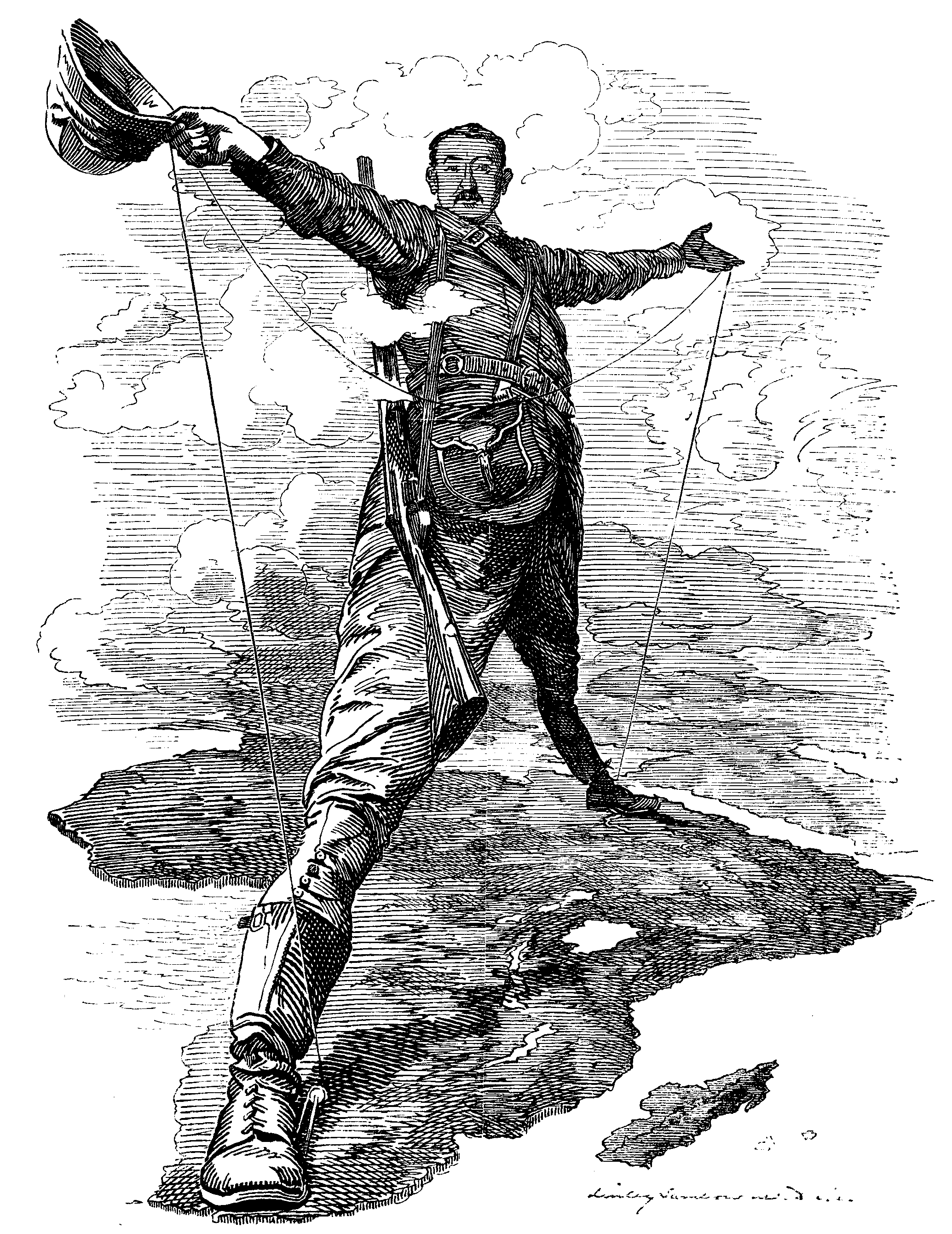
The Rhodes Colossus: Cecil Rhodes karikatúrája a Punch magazinban, miután bejelentette, hogy távíróvonalat akar létesíteni Fokvárostól Kairóig

A 19. század második felében ment végbe az informális imperializmusról, a gyarmati területek gazdasági és katonai dominancián alapuló uralmáról való átmenet a közvetlen, formális gyarmatosítás irányába, a gyarmatbirodalmak és a gyarmati közigazgatás kiépítése felé. Ennek megfelelően a berlini konferencia is azt szabta meg, hogy egy adott területet csak akkor lehet egy adott országhoz tartozónak tekinteni, ha azt a gyakorlatban is elfoglalják: szerződéseket kötnek a helyi vezetőkkel, felvonják a zászlót, működő adminisztrációt és rendfenntartó erőt hoznak létre.
Az afrikai kontinens független államai és uralkodói, mint például az asantik, az etiópok, Marokkó, megkíséreltek ellenállni az európai hódítóknak. Azonban az ipari forradalom eredményeként az európai nagyhatalmak hadseregei olyan fegyverzeti (géppuska, tüzérség) és szervezési (logisztikai támogatás, kiképzés) előnyt élveztek, hogy az afrikai uralkodók, népek, országok nem tudtak hatásos ellenállást kifejteni. Emellett, az európai nagyhatalmak egységes érdekei (ti. a kontinens gyarmatosítása és kiaknázása) ellenében a helyi uralkodók, népek nem tudtak összefogni és közös ellenállást megszervezni, bár a pán-afrikai mozgalom is ebben az időben kezdődött.

## Történelmi háttér

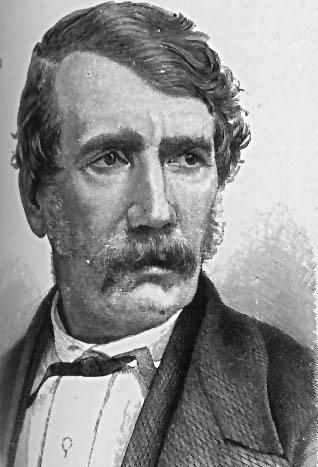
David Livingstone, az afrikai kontinens belső részének egyik első felfedezője

A modern kori afrikai gyarmatosítás története a portugálokkal kezdődött, akik a nagy földrajzi felfedezések korában, a 15. századtól kezdve telepeket, kereskedelmi állomásokat, erődöket és kikötőket hoztak létre az afrikai partok mentén, elsősorban a Dél-Amerika és India felé tartó hajóik támogatására.
Azonban a kontinens belső részének feltérképezése csak a 18. században kezdődött meg. 1835-re az európai utazók feltérképezték Afrika északnyugati részét. A 19. század híres európai utazói, David Livingstone és H. M. Stanley Afrika középső és déli részének felkutatását tűzték ki célul. Fáradságos expedíciók során, az 1850-es és 1860-as években Richard Burton, John Speke és James Grant feltérképezték az afrikai Nagy-tavakat és megtalálták a Nílus forrását. A 19. század végére az európai utazók feltérképezték a Nílus, a Niger, a Kongó és a Zambézi folyókat és többé-kevésbé ekkor kezdték felismerni, hogy a kontinens mennyire gazdag ásványi nyersanyagokban.
Azonban még az 1870-es években is az európai hatalmak Afrika területének csak mintegy 10%-át uralták közvetlenül. Ezek a gyarmatok is leginkább a partvidékhez közel, illetve a fent említett folyók mentén helyezkedtek el:
- Nagy-Britannia birtokában volt Freetown (a mai Sierra Leone területén), erődök Gambia partjai mentén, az Aranypart (Golden Coast) mint protektorátus, illetve a dél-afrikai gyarmatok: Fokföld, Natal és Transvaal.
- Dél-Afrikában ekkor már megalapították a holland gyarmatosítók leszármazottai a független búr államot, az Oranje Szabadállamot.
- Franciaországnak kisebb gyarmatai voltak Dakarban és Szenegálban, és a Szenegál folyó mentén behatoltak a kontinens belsejébe, jelen voltak Elefántcsontparton, Beninben (akkor Dahomey) és 1830 körül megkezdték Algéria gyarmatosítását.
- Portugália legjelentősebb gyarmatai ekkor Angola (1482-től, illetve 1648-ban foglalták vissza Luanda kikötőjét a hollandoktól) és Mozambik (1498-tól, az első kereskedelmi állomást 1505-ben alapították) voltak.
- Spanyolország két észak-afrikai enklávé, Ceuta és Melilla felett uralkodott.
- végül az Oszmán Birodalom Egyiptom, Líbia és Tunézia területe felett gyakorolt változó mértékű fennhatóságot, bár ezek a területek nem tekinthetők gyarmatnak.

## A hajsza okai

### Ipari fejlődés
A 19. század technológiai vívmányai tették lehetővé a rohamos ütemű gyarmatosítást: a közlekedés, szállítás és távközlés területén elért vívmányok, mint a gőzhajó, a vasutak, a távíró, mind hozzájárultak az afrikai kontinensre jellemző távolságok áthidalásához. A terjeszkedést segítették a különféle trópusi megbetegedések (pl. malária) gyógyszereinek felfedezései is.
A fejlődés másik vonzatát az európai hadviselés modernizálása jelentette: az osztrák–porosz és francia–porosz háborúk után minden európai nagyhatalom rohamosan modernizálni kezdte fegyveres erőit, porosz minta alapján. A hátultöltős puskák és a géppuskák elterjedése jelentette az európai gyarmatosítók katonai fölényének egy részét, a másik részét azonban a szervezés és a kiképzés adta. A 2-3 európai tiszt irányítása alatt álló 30-40 fős, jórészt afrikai katonákból álló csapatok rendszeresen legyőzték a velük szemben álló, nemritkán 3-4000 fős afrikai csapatokat. Az egyetlen kivételt a brit hadsereg veresége jelentette, amit a zuluktól szenvedett el Isandlwanánál, 1879-ben).

### A rabszolga-kereskedelem megszűnése
A 19. századra Nagy-Britannia sikeresen számolta fel az Amerikába irányuló rabszolga-kereskedelmet és flottája biztosította az afrikai partok mentén a tilalom betartását. Azonban a kontinens belsejében a rabszolga-kereskedők továbbra is háborítatlanul folytatták tevékenységüket: az észak-afrikai és a keleti partokról kiinduló, jórészt arab karavánok a kontinens belsejében fogdosták össze a rabszolgákat. A brit abolicionisták azt követelték a kormánytól, hogy vessen véget ennek, amit a kormány kétféleképpen látott megvalósíthatónak:
- kereskedelmi alternatívát kínál a rabszolga-kereskedelemben érdekelt helyi vezetőknek
- elterjeszti közöttük a keresztény civilizációt.

Mindkettőhöz azonban szükséges volt a brit kereskedők és misszionáriusok, illetve a biztonságukat garantáló brit fegyveres erők jelenléte Afrikában.

### Kapitalizmus és imperializmus

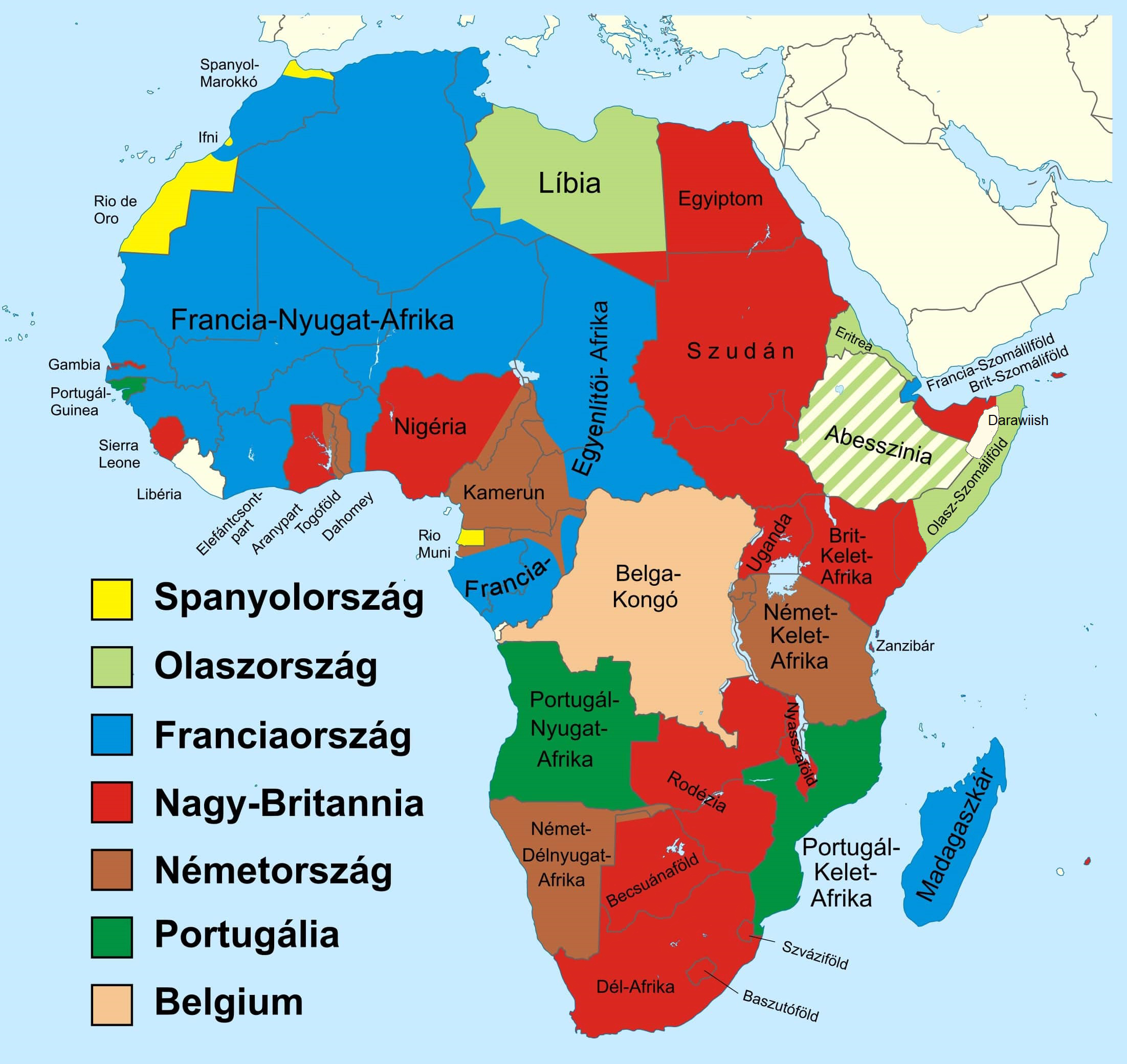
Afrika gyarmati felosztása, 1914-es állapot

A rabszolga-kereskedelem megszűnése után az európai nagyhatalmak egyre inkább ígéretes nyersanyaglelőhelynek és felvevőpiacnak kezdték tekinteni Afrikát. Az 1873–1896 közötti hosszú gazdasági válság, a protekcionizmus előretörése, a növekvő kereskedelmi deficit idején Nagy-Britannia, Németország és Franciaország csábító, nyitott piacot láttak Afrikában, amely olcsó nyersanyagért cserébe felvenné a gyarmatosító hatalmak iparának termékeit. Nagy-Britannia kereskedelmi mérlege, az Indiából és máshonnan behozott gyarmatáruk miatt, egyre növekvő deficitet mutatott az Afrika gyarmatosítását megelőző időszakban, ezt lehetett volna egyensúlyozni az Afrikába irányuló exporttal.
A kapitalizmus másik jellemzője, a szabadon felhasználható és befektethető tőke számára is jó célpont volt Afrika. A Brit Birodalom egyre növekvő befektetéseket eszközölt tengerentúli gyarmatain, ahol az olcsó munkaerő, a bőséges nyersanyagellátás és a piaci verseny hiánya jóval nagyobb megtérüléssel kecsegtetett, mint Európában. Az ipari fejlődés eredményeként Európában jelentősen megnőtt a kereslet olyan nyersanyagok iránt, amelyek Afrikában bőségesen és olcsón előállíthatóak voltak: réz, kaucsuk, pamut, pálmaolaj, kakaó, tea, ón stb.
Az angolok által a napóleoni háborúk során elfoglalt Fokföld (Cape Colony) gyarmat területén 1867-ben gyémántot, 1886-ban pedig aranyat találtak. A felfedezésekre építve szervezte meg Cecil Rhodes a Brit Dél-afrikai Társaságot 1887-ben, amely 1889-re közigazgatási jogokat kapott az angol kormánytól.
A fentiek ellenére a gyarmatosítást Afrikában nem a nagyvállalatok, hanem az államok kezdeményezték, vezették és felügyelték. Ez a folyamat az imperializmus, az olcsó munkaerő és nyersanyagforrások kizsákmányolása és az új piacok megnyitása a gyarmatosító állam erőforrásaira támaszkodva.

### Stratégiai rivalizálás
Bár az imperializmus kezdeti szakaszában a legnagyobb figyelmet és a legtöbb befektetést a gyémántban és aranyban gazdag Dél-Afrika, illetve stratégiai helyzete miatt kiemelten fontos Egyiptom kapta, a kettő között fekvő területek fontossága a tengerentúli kereskedelem biztosítása miatt egyre nőtt. Nagy-Britannia kormánya, amely hatalmas piacokat szerzett meg magának Kínában, Indiában, a Maláj-félszigeten, Ausztráliában és Új-Zélandon, jelentős politikai nyomás alatt állt, hogy biztosítsa az anyaországot a felvevőpiacokkal összekötő tengeri útvonalakat. Ez volt az egyik oka a Szuezi-csatorna iránti egyre nagyobb brit érdeklődésnek.
A gyarmatosítási verseny másik fontos összetevője az európai hatalmak közötti rivalizálás volt. Az 1866-ban egyesült és 1870-ben Franciaországot legyőző Németország elhanyagolható gyarmatokkal rendelkezett a versenyfutás előtt. Azonban a gyorsan iparosodó, egyesített Németország, Otto von Bismarck kancellár vezetése alatt egyre inkább az emelkedő nemzet státuszát akarta biztosítani a tengerentúli gyarmatok birtoklásával. Az európai nacionalizmus korában, a nemzetállamok rivalizálása során nem elhanyagolható tényezőt jelentett a politikai nyomás, amely az egyes kormányokra nehezedett, a gyarmatok megszerzése, a gyarmatbirodalom kiépítése tekintetében. A gyarmatbirodalom egyfajta státuszszimbólumnak számított, nagysága egyenes arányban állt az adott nemzet nagyságával. A gyarmatosítás másik hajtóerejét jelentették a "fehér faj felsőbbrendűségéről" kialakult nézetek, miszerint a gyarmatosításon keresztül kell elvinni a keresztény civilizációt az afrikai "vadembereknek".
Az afrikai versenyfutás katonai érdekeket is szolgált: a nagyhatalmak igyekeztek hadseregüknek és flottájuknak minél előnyösebb pozíciókat megszerezni. A nagyhatalmi rivalizálás korabeli formája a flottaépítés: Németország Alfred von Tirpitz vezetésével kezdte meg hadiflottájának nagyarányú fejlesztését, ami akkoriban gőzhajtású hadihajókat jelentett. Ezeknek a hajóknak azonban szükségük volt biztos támaszpontokra, ahol szenet és vizet tudtak vételezni, ezért megugrott a jó adottságokkal rendelkező afrikai kikötők fontossága. A kikötők és erődök védelmezték a fontos kereskedelmi útvonalakat is, míg a helyi lakosságot be lehetett sorozni a gyarmattartó hatalom hadseregébe.

### Német gyarmati politika
Csak a német egyesítés után kezdődhetett érdemben a német gyarmatbirodalom kiépítése, amelyet a német nagyiparosok és polgárok aktívan támogattak (esetenként követeltek). 1881-ben Wilhelm Hübbe-Schleiden ügyvéd kiadta a Deutsche Kolonisation c. tanulmányát, amelyben úgy érvelt: a német nemzeti érzés kialakulása megköveteli a független tengerentúli (imperialista) politikát, vagyis a német nemzettudat kialakítását a német gyarmatbirodalom kialakulásához kötötte. Az 1880-as évek elején alakult meg a Deutscher Kolonialverein ("Német gyarmati társaság"), amely 1884-től Kolonialzeitung néven saját újságot adott ki.
A németek érdeklődése részben a Távol-Kelet (Fülöp-szigetek, Kína, Tajvan) felé, részben pedig Afrika felé irányult. Bismarck kancellár, hogy az európai nagyhatalmak közötti végzetes vetélkedésnek elejét vegye, 1884-ben összehívott egy konferenciát Berlinbe, amelynek során Afrika gyarmatosításának alapvető kérdéseit tisztázták.

## A hajsza kezdete

### A Kongó-vidék feltérképezése

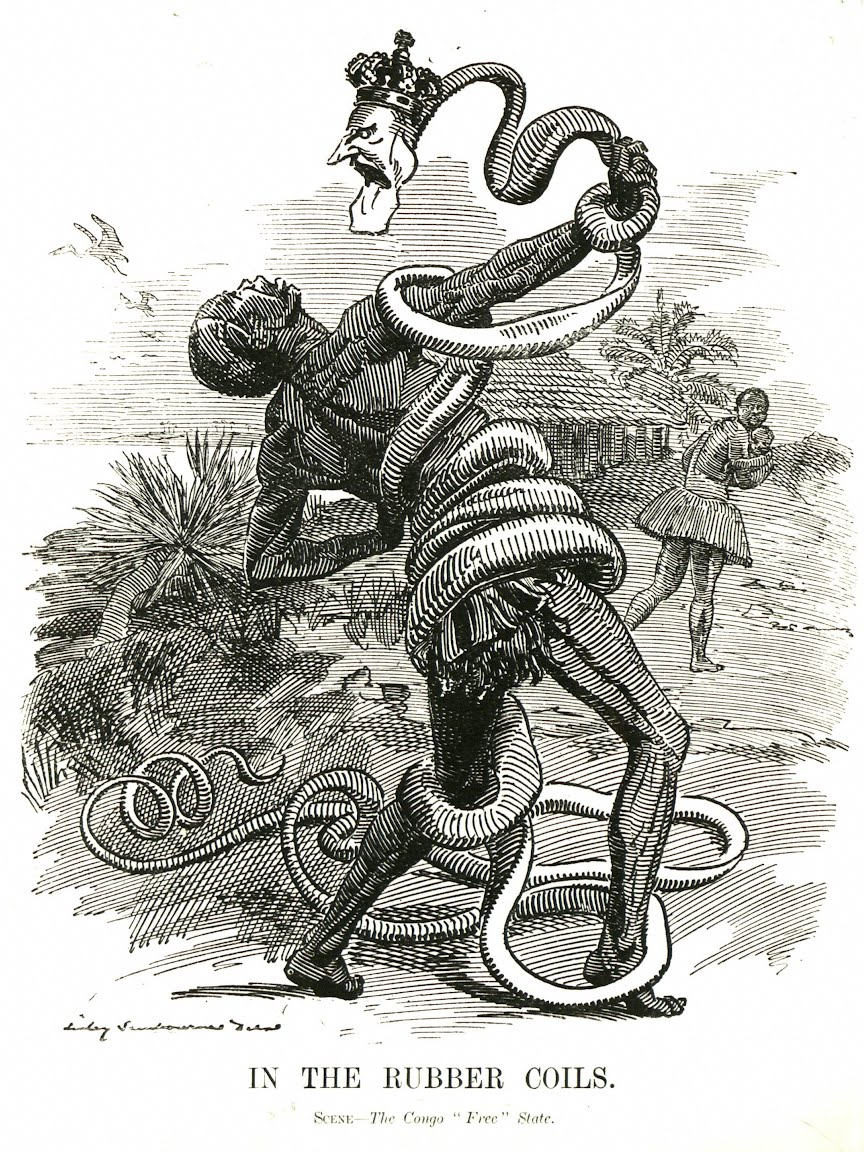
Egy 1906-os karikatúra a brit Punch szatirikus magazinban: a gumifa indájaként ábrázolt II. Lipót belga király megfojtja a kongói bennszülöttet

Az 1870-es évekre az európai nagyhatalmak, egymást követő expedíciók eredményeként, jórészt feltérképezték Afrika belsejét – a Kongó-medence kivételével. Henry Morton Stanley 1874–1877 közötti expedíciója során azonban feltérképezte a Kongó folyását és vízgyűjtő területét és az utolsó nagy "fehér foltot" is eltüntette Afrika térképéről. Útja során Stanley-ről utoljára 1875-ben kaptak hírt Európában, ezért érthetően nagy várakozás és izgalom előzte meg visszatérését és bejelentését, hogy feltérképezte az utolsó nagy afrikai folyót.
Stanley beszámolója elérte II. Lipót belga királyt is, aki akkoriban kezdett érdeklődni egy gyarmatbirodalom kiépítése iránt, miközben Nagy-Britannia és Franciaország némileg hezitáltak, hogy további területeket vonjanak fennhatóságuk alá.
1876-ban II. Lipót meghívta a kor híres felfedezőit és utazóit, hogy Brüsszelben részt vegyenek egy nemzetközi konferencián, amelyen megalapították a Nemzetközi Afrika-szövetséget (Association internationale africaine). II. Lipót beszéde alapján a szövetség célja az volt, hogy "civilizációt vigyen bolygónk egyetlen részére, ahová eddig még nem ért el". Azonban egy, a londoni belga nagykövetnek írt levelében II. Lipót felfedte igazi szándékát: "nem akarom kihagyni ezt a remek alkalmat, hogy megszerezzek magunknak egy szeletet ebből a pompás afrikai tortából!" II. Lipót érdeklődése, amely csakis az Afrikából kinyerhető profitot tartotta szem előtt, tartható a "hajsza Afrikáért" kezdetének (az angol kifejezést 1884-ben használták először).
Az elkövetkező 20 évben II. Lipót intenzív és csak a kereskedelmi szempontokat szem előtt tartó érdeklődése felkeltette a többi európai nagyhatalom érdeklődését is a kontinens iránt.

### A Kongó-medence megnyitása a nemzetközi kereskedelem előtt
1878 januárjában II. Lipót, ügynökei útján, meghívta Stanley-t, hogy legyen tagja a király által alapított és pénzelt szövetségnek, de Stanley ekkor még visszautasította az ajánlatot – nézetei szerint Nagy-Britanniának kellett volna hasznot húznia felfedezéseiből. Az elkövetkező hat hónapban azonban hiába keresett fel angol politikusokat, üzletembereket és jótékony szervezeteket – senki nem hallgatta meg. Ezért 1878 júniusában értesítette II. Lipótot, hogy Brüsszelbe utazik.
1879-ben II. Lipót megalakította a Nemzetközi Kongó-szövetséget (Association internationale du Congo), amelynek már határozottan gazdasági célkitűzései voltak: a Kongó-medence nyersanyagainak feltárása és kiaknázása. Stanley feladata volt a Kongó torkolata (Boma) és első hajózható szakasza (Kinshasa) között vasúti összeköttetést teremteni, ami alapot adott a kereskedelmi és hittérítő tevékenységek beindításának.
Stanley-vel egyidőben Pierre Savorgnan de Brazza olasz származású francia tengerésztiszt a Kongó-medence nyugati részét mérte fel. 1881-ben az általa alapított Brazzaville-ben felhúzta a francia lobogót. Brazza névleg a francia kormány szolgálatában állt, de az általa az 1870-es években a helyi főnökökkel, többek között Makoko királlyal megkötött szerződések, amelyek nagy területeket engedtek át Franciaországnak, olyan szabálytalanok és ködösek voltak, hogy a francia kormány akkor megtagadta azok hitelesítését. Brazza pár hónappal megelőzte Stanley-t és kitűzte a francia zászlót a Kongó folyó északi részén. Stanley nem tehetett mást: a folyó déli részén szállt partra, ahol megalapította Léopoldville-t (ma Kinshasa). A két felfedező közötti személyes rivalizálás eredményezte az afrikai kontinens első felosztását: a Kongó-folyótól északra Francia-Kongó, délre pedig Lipót személyes birodalma (a későbbi Belga-Kongó gyarmat) alakult meg.
II. Lipót ezután titokban kivásárolta a Kongó-szövetség befektetőit és személyes imperializmusának eszközévé tette. 1879 és 1885 között Stanley számos utat tett a Kongó-medencében, amelyek során feladata a helyi törzsekkel való kapcsolatfelvétel és a Kongó-szövetség leple alatt a gyarmat kiépítése volt. 1882-ben, az egyiptomi válságot követően, amikor felerősödött az európai nagyhatalmak közötti gyarmati rivalizálás, Franciaország is megváltoztatta álláspontját és hivatalosnak ismerte el a Brazza által kötött-kikényszerített szerződéseket és jelentős afrikai területeket helyezett fennhatósága alá. Igazából a francia közvélemény nyomása volt a döntő ebben az esetben: a francia népet sikeresen győzte meg a gyarmati terjeszkedés fontosságáról a de Brazza, a kormány néhány tagja és a további gyarmatosításban erősen érdekelt csoportok által indított médiahadjárat.

### II. Lipót rémuralma Kongóban
A magángyarmat eredményes kiépítése után II. Lipót terroruralmat vezetett be Kongóban, amely a terület teljes kiszipolyozására irányult. A király a népirtástól sem riadt vissza, magánhadseregének katonái levágott kezekkel igazolták elöljáróik előtt, hogy nem pazarolták el a kapott lőszert. Akik el tudtak menekülni, azokra az őserdőben gyakran éhhalál várt. A népirtás következtében becslések szerint olyan 10 millió ember halt meg, "Kongó Szabad Állam" lakosságának a száma a felére csökkent.

### A szuezi válság
A Szuezi-csatorna építése a francia Ferdinand de Lesseps nevéhez fűződik. A csatorna építése során a konzervatív becslések szerint 30 000, míg egyesek szerint akár 120 000 munkás is meghalhatott alultápláltság, kimerültség és a betegségek miatt. Röviddel a csatorna 1869-es átadása előtt Iszmáíl Pasa, Egyiptom kedivéje hatalmas összegeket vett fel brit és francia bankároktól. 1875-ben, pénzügyi nehézségei miatt kénytelen volt eladni a csatornatársaságban birtokolt részvényeit. Ezeket a britek vásárolták fel, akik Benjamin Disraeli miniszterelnök vezetésével lényegében a csatorna ellenőrzésének megszerzésére törekedtek. Amikor Iszmail pasa megtagadta Egyiptom külföldi adósságainak törlesztését 1879-ben, Nagy-Britannia és Franciaország közösen pénzügyi ellenőrzésük alá vonták az országok, lemondatták Iszmáíl Pasát és helyébe fiát, Taufík pasát ültették. 1881-ben kitört a Mahdi-felkelés Szudán területén, majd 1882-ben az egyiptomi hadsereg is felkelt Taufík pasa ellen, aki brit katonai segítségért folyamodott. A brit hadsereg bevonult Egyiptomba, és lényegében közvetlen ellenőrzése alá vonta az országot és a csatorna vidékét, bár a Mahdi-felkelést csak 1898-ra sikerült leverni.

## Afrika felosztása

### A gyarmatosítás fokozódó üteme
1884 márciusában küldött Bismarck kancellár egy titkos üzenetet Gustav Nachtigal német felfedezőnek, amelyben megbízta, hogy Afrika nyugati részén annexáljon, II. Vilmos császár nevében, három területet: a későbbi Togót, Kamerunt és az Angra Pequena néven ismert kereskedőtelepet, amelyből később Német Délnyugat-Afrika lett. 1883-ban Bismarckot még nem izgatta a birodalomépítés és brit védelmet kért Angra Pequena részére. Személyes és a német közvélemény érdeklődését Stanley és Brazza felfedezései kelthették fel, a félelemmel együtt, hogy Németország esetleg kimarad a nagy hasznot hajtó gyarmatosításból. 1884 tavaszán terjedt el a "Torschlusspanic" kifejezés a német közvéleményben, amely jól szemléltette: attól tartottak, hogy hamarosan bezárul az ajtó az afrikai kincseskamrán és ők kívül maradnak. Bismarck érdeklődését az is fokozhatta, hogy a gyarmatokért folyó versenyben kijátszhatta egymás ellen riválisait, Nagy-Britanniát és Franciaországot.
Nagy-Britannia kezdetben csak enyhe érdeklődéssel figyelte Németország terjeszkedését, William Gladstone miniszterelnök lekicsinylő távirata jól szemlélteti hozzáállását, amikor hírét vette a délnyugat-afrikai német gyarmat megalapításának: "megelégedettséggel, szimpátiával és örömmel veszi tudomásul a német birodalom kiterjesztését földünk eme sivatagi tájaira".
Bismarck azonban nem hagyta ennyiben a dolgot: részben II. Lipót biztatására, részben portugál kezdeményezésre egy konferenciát hívott össze, hogy a nagyhatalmak eldöntsék Nyugat-Afrika sorsát. Nyitó beszédében ugyan hangsúlyozta a gyarmatosítás civilizációs, kereskedelmi és hittérítő vonatkozásait, de a tárgyalások egy fő kérdés körül forogtak: a Kongó-medence sorsa. A nagyhatalmak attól féltek, hogy ha II. Lipót elveszti ezt az értékes területet, akkor az esetleg egy rivális nagyhatalom kezére kerül.

### A berlini konferencia (1884–1885)

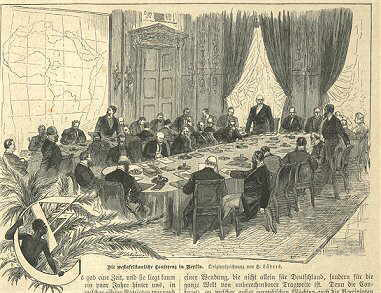
A berlini konferencia korabeli ábrázolása

Bismarck kancellár berlini rezidenciáján 14 európai nagyhatalom külügyminiszterei gyűltek össze 1884 novemberében, hogy lefektessék a „fekete kontinens” feltárásának és gyarmatosításának alapelveit. A konferencia előzménye volt, hogy II. Lipót meggyőzte mind Franciaország, mind Anglia kormányát, hogy az afrikai szabad kereskedelem minden gyarmattartó hatalom érdekében áll. Portugál kezdeményezésre Bismarck meghívta az előző három ország, illetve Ausztria–Magyarország, Dánia, Olaszország, Hollandia, Portugália, Oroszország, Spanyolország, Svédország–Norvégia (1905-ig perszonálunió állt fenn közöttük), az Ottomán Birodalom és az Egyesült Államok (ténylegesen nem vett részt) külügyminisztereit.
Az 1885-ben aláírt záróokmányban az alábbiakban egyeztek meg a nagyhatalmak:
- A Kongói Szabadállamot, II. Lipót nagy megkönnyebbülésére, az általa irányított Kongó-társaság felügyelete alá helyezték, így II. Lipót egy csapásra 2 millió km²-nyi terület lényegében egyszemélyi birtokosa lett.[16]
- A 14 aláíró nagyhatalom garantálta a szabadkereskedelmet a Kongó-medencében.
- A Niger és Kongó folyók szabad hajózhatóságát is biztosították.
- Megújították a rabszolga-kereskedelem tilalmát.
- Életbe léptették az ún. „hatékonyság elvét” (Principle of Effectivity).
- A nagyhatalmak vállalták, hogy bármilyen új területfoglalást bejelentenek a többi aláíró nagyhatalomnak.
- Valamint megegyeztek abban, hogy az afrikai kontinens egyes régióiban melyik nagyhatalomnak van joga arra, hogy további földterületeket szerezzen.

A közhiedelemmel ellentétben a berlini konferencia során még nem osztották fel Afrikát, csak megegyeztek abban, hogy hol melyik országnak van joga területeket szerezni, és gyarmatokat vagy protektorátusokat létrehozni. A föld ekkor még jogilag a helyi uralkodók, törzsek birtokában volt, ezt valamilyen módszerrel előbb meg kellett szerezni.
A nagyhatalmak korlátlan terjeszkedését az itt elfogadott „hatékonyság elve” szorította korlátok közé, mivel kimondta: a nagyhatalmak csak azon a földterületen hozhatnak létre gyarmatot, amelyet ténylegesen birtokolnak, vagyis valamilyen módon megszerezték a földterületet, felvonták a nagyhatalom zászlóját és működő közigazgatást hoztak létre (vö. uti possidetis). Amennyiben ezt nem tudták felmutatni, egy másik hatalomnak joga volt átvenni az adott területet.

## A hajsza utolsó szakasza

### Kelet-Afrika
A berlini konferencia után az Afrikáért folyó versenyfutás lényegesen felgyorsult, mivel a szerződésbe foglalt „hatásossági elv” értelmében a nagyhatalmaknak ténylegesen jelen kellett lenni egy területen, mielőtt ott gyarmatot alapíthattak volna. Elsősorban Közép-Afrikában sorra indultak az expedíciók, amelyek célja területszerző szerződések kikényszerítése volt a helyi uralkodókkal.
Az első lépést ismét Németország tette, Afrika keleti partján a Tanganyika-tóig húzódó területen, amely névleg a zanzibári szultán fennhatósága alatt állt. 1884-ben egy ifjú felfedező, Karl Peters látogatta meg ezt a területet, ahol a szultán tudomása nélkül szerződéseket kötött a helyi vezetőkkel. Bismarck a berlini konferencia lezárása után értesült erről a fejleményről és 1885 elején engedélyt adott Petersnek, hogy a területet német protektorátusnak nyilvánítsa. A többi nagyhatalmat meglepte, hogy a németek ilyen hamar léptek, de végül békésen intézik el a kérdést: Nagy-Britannia és Németország megegyeztek, hogy a partvidéktől a Viktória-tóig húzott képzeletbeli vonal választja el befolyási övezeteiket. Ettől délre alakult meg Német Kelet-Afrika (hivatalosan 1891-ben, neve a függetlenség után Tanganyika), amelyet 1899-ben nyugat felé Ruanda és Burundi bekebelezésével növeltek. A vonaltól északra 1895-ben alakul meg brit fennhatóság alatt a Kelet-afrikai Protektorátus (később Kenya), majd 1896-ban Uganda. 1890-ben a britek fennhatóságuk alá vonják Zanzibárt is.

### Dél-Afrika
Dél-Afrikában Cecil Rhodes dédelgette a Fokvárostól Kairóig terjedő, összefüggő brit gyarmatbirodalom álmát, amelyet hamarosan elkezd megvalósítani: 1890-ben a Cape Colony-ból kiindulva megalapítja 1890-ben Dél-Rodéziát (ma Zimbabwe), 1900-ban pedig Észak-Rodéziát (ma Zambia). Az 1899–1902 közötti második búr háború után brit fennhatóság alá kerülnek a korábban független búr köztársaságok, Transvaal és az Oranje Vrijstaat is.

### Nyugat-Afrika
Nyugat-Afrika domináns gyarmattartó hatalma Franciaország lett, amelynek az európai hatalmak közül egyedül sikerült egy összefüggő gyarmatbirodalmat létrehozni, amely a Földközi-tengertől (Marokkó, Tunézia, Algéria) délen a Kongó-folyóig terjed. A Szaharától délre 10 új gyarmatot létesítettek, az első Gabon 1886-ban, az utolsó Csád és a Közép-afrikai Köztársaság 1910-ben. Nyolc gyarmatot két nagyobb egységbe szerveztek, ezek voltak Francia Nyugat-Afrika és Francia Egyenlítői-Afrika.
A Szahara nagy része szintén francia uralom alá került, míg a Mahdi-féle lázadás leverése és a Fashoda incidens után a britek megerősítették fennhatóságukat Szudán felett. Egyiptom névlegesen továbbra is független maradt, amíg 1914-ben protektorátussá alakították át. Marokkót 1911-ben a spanyolok és a franciák egymás közt felosztották, Líbiát 1912-ben az olaszok foglalták el, és ezzel a kontinenst lényegében teljesen elfoglalták és csak két független állam maradt:
– az Egyesült Államokból visszatérő, felszabadított rabszolgák által alapított és az USA által támogatott Libéria
– Abesszínia, vagy mai nevén Etiópia, amely sikeresen védte meg függetlenségét az első olasz–etióp háború során (1889–1896)

### A Fashoda-incidens

Közép- és Kelet-Afrika 1898-ban
A fashodai incidens

Az 1898-as Fashoda-incidens során kerültek a legközelebb az európai gyarmatosító hatalmak (ebben az esetben Brit Birodalom és Franciaország) a közvetlen háborúhoz. Franciaország nyugat-afrikai gyarmatairól (elsősorban Szenegál területéről) kiindulva kelet felé terjeszkedett, hogy megszerezze az ellenőrzést a Niger és a Nílus közötti területek felett. A britek Egyiptom felől dél felé terjeszkedtek, mivel közvetlen vasúti összeköttetést akartak létesíteni az északi (Egyiptom, Szudán), közép-afrikai (Uganda, Kenya) és déli (Fokváros, Cape Colony) területeik között. A francia és brit terjeszkedés egy alig ismert és korábban jelentéktelen Nílus-parti településen, Fashodában találkozott össze. (Fashoda mai neve Kodok város, Dél-Szudán északkeleti sarkában).
A francia külügyminiszter, Gabriel Hanotaux egy 150 fős expedíciót indított útnak 1898-ban Jean-Baptiste Marchand százados vezetésével Gabontól keletre. Ugyanebben az évben dél felé indult Sir Herbert Kitchener brit ezredes is (az egyiptomi hadsereg szerdárja), a Nílus mentén. Marchand július 10-én érte el Fashodát, míg Kitchener csak szeptemberben, mivel Szudán területén feltartották. Az elsőként érkező franciák elfoglalták a helyi erődöt, ezt a később érkező britek is maguknak követelték. Néhány hétig fennállt annak veszélye, hogy Nagy-Britannia és Franciaország háborúba sodródik az incidens miatt, míg Théophile Delcassé, az új francia külügyminiszter felismerte a válság lehetséges következményeit. Mivel mindenképpen meg akarta tartani a Brit Birodalom jóindulatát a Német Birodalommal szemben, ezért végül átengedte Fashodát a briteknek. November 4-én Marchand őrnagyot visszarendelték, a francia csapat kivonult az erődből. Ekkor a francia különítmény nekilátott, hogy a Fehér-Nílushoz vezető úton számos kisebb erődöt megszálljon. A britek ezt nem tűrhették, ezért 1899. március 21-én a két kormány megegyezett, hogy a Nílus és a Kongó folyó vízválasztója lesz befolyási övezeteik határa. A fashodai incidens békés lezárása tette lehetővé, hogy 1904-ben aláírják az antant (entente cordiale) néven ismert katonai szövetségi szerződést Nagy-Britannia és Franciaország között.

### A marokkói válság

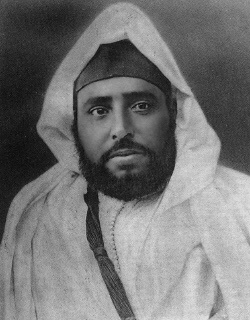
Abdelhafid marokkói szultán

A Fashoda incidens során a britek és franciák képesek voltak békés megegyezésre és később formálisan is szövetséget kötöttek. Németország azonban próbára akarta tenni a szövetség erejét és amikor 1905. március 31-én II. Vilmos német császár Tangerbe látogatott, beszédet mondott a marokkói függetlenség mellett, direkt kihívást intézve Franciaország ellen (amelynek fennhatóságát Nagy-Britannia és Spanyolország is elismerte 1904-ben).
A franciák visszautasították a német beavatkozást, mivel Théophile Delcassé francia külügyminisztert felbátorította az egyértelmű brit támogatás. A németek nemzetközi konferencia összehívását javasolták Marokkó státuszának eldöntésére, amit a franciák mereven elutasítottak. A válság fokozódásával a franciák visszahívták a szabadságon lévő katonákat (június 15.), mire Németország védelmi szövetséget akart aláírni a marokkói szultánnal (június 22.). Végül brit bátorításra július 1-jén Franciaország beleegyezett egy nemzetközi konferencia összehívásába, mivel biztosak voltak Németország nemzetközi elszigeteltségében. December 30-án Németország mozgósította tartalékosait, míg január 3-án francia csapatok vonultak fel a francia–német határ mentén.
Az algecirasi konferenciát végül 1906. január 16. – április 7. között rendezték meg, és a 13 jelenlévő nagyhatalom közül csak Ausztria–Magyarország támogatta a német álláspontot. Végül március 31-én a németek elfogadtak egy kompromisszumos javaslatot, amelyet május 31-én írtak alá. A franciák feladták ellenőrzésüket a marokkói rendőrség felett, de lényegében megtartották tényleges befolyásukat az ország politikai és gazdasági élete, valamint pénzügyei felett.

## A versenyfutás vége – az afrikai gyarmati rendszer véglegesítése

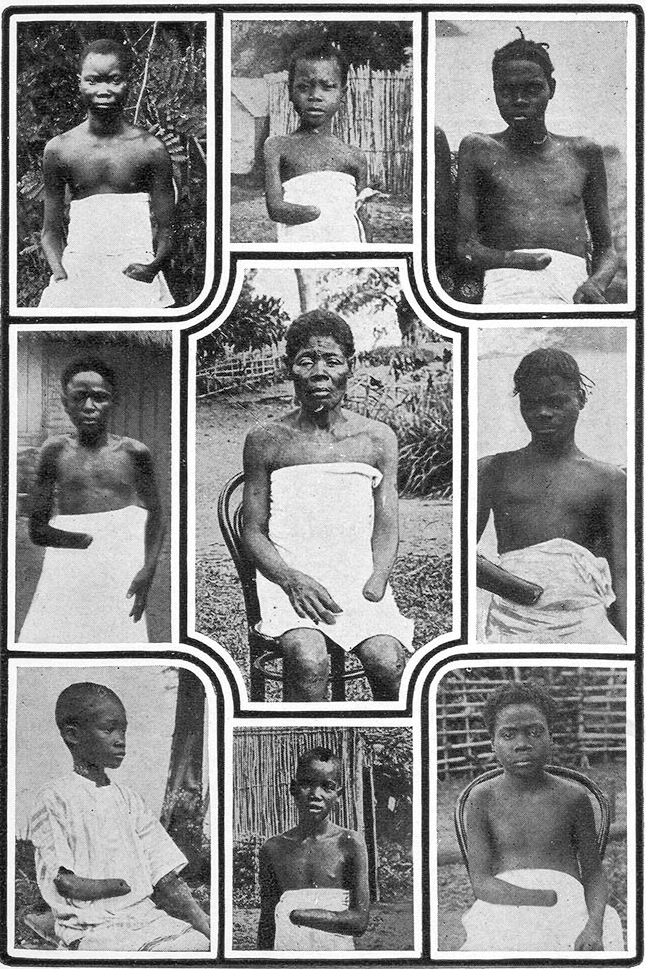
Megcsonkított kongói bennszülöttek – II. Lipót uralma alatt így büntették azokat, akik nem teljesítették a beszolgáltatási kvótákat

A sietve létrehozott német gyarmatbirodalom volt az első, amely fel is bomlott: az első világháború kitörése után a német gyarmatokat megtámadták a szövetségesek és 1916-ra az összes gyarmatot lényegében elfoglalták. Az 1919-es versailles-i békeszerződések értelmében Németország lemondott gyarmatairól, amit az újonnan létrehozott Népszövetség részben francia (Togo és Kamerun egy része), részben brit (Togo és Kamerun másik része, Tanzánia), részben belga (Ruanda-Urundi), részben dél-afrikai (Namíbia) fennhatóság alá utalt. Az afrikai gyarmati rendszer ezzel elnyerte végleges formáját, amely nem változott a gyarmati rendszer felbomlásáig.
A berlini konferenciát követő években 30 új gyarmat jött létre és kb. 110 millió afrikai került gyarmati uralom alá. Bár a gyarmatosítás nagyrészt békés volt, egyes esetekben – az európai hadseregek technológiai fölényére alapozva – az ellenállókat egyszerűen lemészárolták. 1904-ben a német uralom ellen felkelő herero törzs egy részét lemészárolták, másokat – kb. 24 000 főt – a sivatagba kergettek, ahol éhen haltak. Akik megadták magukat, azokat a német munkatáborokba kényszerítették, ahol halálra dolgoztatták őket. A Kongó-medencében ugyan nem került sor ilyen nyílt összeütközésre, de II. Lipót és képviselői uralma alatt a becslések szerint 5-10 millió kongói vesztette életét, még többet megcsonkítottak a nyersanyag-kvótákat kíméletlenül behajtó helyi hivatalnokok.
Az alábbi lista tartalmazza az afrikai gyarmatosítás eredményeként létrejött gyarmatokat gyarmatosító hatalom szerint.

### Belgium
- Kongói Szabadállam, később Belga Kongó (ma Kongói Demokratikus Köztársaság)
- Ruanda-Urundi (a mai Ruanda és Burundi, 1922–1962)

### Franciaország
| - Francia Nyugat-Afrika : - Mauritánia - Szenegál - Albreda (1681–1857, ma Gambia része) - Francia Szudán (ma Mali) - Francia Guinea (ma Guinea) - Elefántcsontpart - Niger - Felső-Volta (ma Burkina Faso) - Dahomey (ma Benin) - Togoföld (1916–1960, ma Togo) | - Francia Egyenlítői-Afrika : - Gabon - Kamerun (1922–1960) - Francia-Kongó (ma Kongói Köztársaság) - Oubangi-Chari (ma Közép-afrikai Köztársaság) - Csád | - Francia Észak-Afrika : - Francia Algéria - Tunézia - Marokkó | - Francia Kelet-Afrika : - Madagaszkár - Komoro-szigetek - Indiai-óceáni szigetek - Francia Szomáliföld (ma Dzsibuti) |

### Németország
- Német Kamerun (ma Kamerun és Nigéria egy része, 1884–1916)
- Német Kelet-Afrika (1922-től Ruanda-Urundi és Tanzánia nagy része, 1885–1919)
- Német Délnyugat-Afrika (ma Namíbia, 1884–1915)
- Német Togóföld (ma Togó és Ghána keleti része, 1884–1914)

### Olaszország
- Líbia
- Olasz Kelet-Afrika
  - Eritrea
  - Olasz Szomáliföld

### Portugália
| - Portugál Nyugat-Afrika (ma Angola) - Angola - Portugál Kongó (ma Angola része, Cabinda tartomány) - Portugál Kelet-Afrika (ma Mozambik) - Portugál Guinea (ma Bissau-Guinea) | - Zöld-foki-szigetek - São Tomé és Príncipe - A São João Baptista de Ajudá erőd (ma Ouidah, Benin területén) |

### Spanyolország
| - Spanyol Szahara (ma Nyugat-Szahara) - Río de Oro - Saguia el-Hamra | - Spanyol Marokkó - Tarfaya - Ifni | - Spanyol-Guinea (ma Egyenlítői-Guinea) - Fernando Po - Río Muni - Annobón |

### Egyesült Királyság
A briteket kezdetben az India felé tartó hajózási útvonalak biztosítása érdekelte. Egyiptom és Dél-Afrika elfoglalása után azonban már érdekeltek voltak az afrikai gyarmatok kiterjesztésében és összeköttetésében is.
| - Egyiptom - Angol-Egyiptomi Szudán (1899–1956) - Brit Szomáliföld (ma Szomália része) - Brit Kelet-Afrika: - Kenya (gyarmat) - Uganda (protektorátus) - Tanzánia : - Tanganyikai Terület (1919–1961) - Zanzibár | - Becsuánaföld (ma Botswana) - Dél-Rodézia (ma Zimbabwe) - Észak-Rodézia (ma Zambia) - Brit Dél-Afrika - Dél-Afrika : - Transvaal - Cape Colony - Natal - Orange Kolónia - Délnyugat-Afrika (1915-től, ma Namíbia) | - Gambia - Sierra Leone - Nigéria - Brit Togóföld (1916–1956, ma Ghána része) - Kamerun (gyarmat) (1922–1961, ma Kamerun és Nigéria) - Aranypart (ma Ghána) - Nyaszaföld (ma Malawi) - Basutoföld (ma Lesotho) - Szváziföld |

### Független államok
- Libéria, amelyet az Amerikai Gyarmati Társaság alapított 1821-ben és 1847-ben nyerte el függetlenségét
- Etiópia (Abesszínia)
- Szudán, Mahdi vezetésével 1885 és 1899 között független.
- A kelet-afrikai Dervis Állam 1889–1920 között, miután visszaverték a brit gyarmatosítási kísérletet

## A gyarmati uralom különféle formái
Az európai gyarmatosító hatalmaknak egyetlen közös célja volt Afrika felosztásával: a kontinens kihasználása. Azonban a gyarmatok kiépítése, igazgatása nagyban függött a gyarmattartó hatalom politikai berendezkedésétől, hagyományaitól és kultúrájától. Két nagyhatalom, Nagy-Britannia és Franciaország demokrácia volt, mások monarchiák (Olaszország, Németország), megint mások diktatúrák (Portugália).
A britek gyarmataikon az indirekt kormányzást részesítették előnyben, jórészt helyükön hagyták a helyi uralkodókat és megtették őket a korona képviselőinek. Ezzel szemben a portugál gyarmatokon kíméletlen, közvetlen kormányzási rendszert vezettek be. A franciák is a helyi elitre támaszkodtak, akiket igyekeztek kulturálisan asszimilálni – részükre lehetséges volt francia egyetemeket elvégezni és részt venni a gyarmat igazgatásában.
Belga-Kongóban egy ember akarata érvényesült: II. Lipót király a berlini konferencia előtt és után egyedül finanszírozta a gyarmatot megszerző expedíciókat és elvárta költségeinek megtérülését. A közvetlen fennhatósága alá tartozó helyi „közigazgatás” és a Force Publique néven ismert gyarmati rendőrségnek egyetlen feladata volt: a teljes kongói népesség mozgósításával minél több nyersgumi, elefántcsont és más nyersanyag begyűjtése és az összerabolt kincsek szállítását lehetővé tevő utak megépítése. A Lipót rémuralma ellen szerveződő kampány volt viszont a humanitárius mozgalom őse, és végül sikeresen kényszerítették a belga államot, hogy saját közigazgatása alá vonja Kongót.

## Fordítás
- Ez a szócikk részben vagy egészben  a   Scramble for Africa című angol Wikipédia-szócikk fordításán alapul.  Az eredeti cikk szerkesztőit annak laptörténete sorolja fel. Ez a jelzés csupán a megfogalmazás eredetét és a szerzői jogokat jelzi, nem szolgál a cikkben szereplő információk forrásmegjelöléseként.